# Landeskommando
Das Landeskommando (LKdo) ist die zentrale Kommandobehörde der territorialen Wehrorganisation der Bundeswehr in jedem Bundesland der Bundesrepublik Deutschland. Es ist in der jeweiligen Landeshauptstadt stationiert (Ausnahme Saarland: LKdo in Saarlouis). Die früher unterstellten Verteidigungsbezirkskommandos (VBK) wurden 2007, die früher vorgesetzten Wehrbereichskommandos wurden 2013 aufgelöst.

## Aufgabe
Das LKdo ist die territoriale Ansprechstelle der Bundeswehr für die jeweilige Landesregierung in allen Fragen möglicher Unterstützungsleistungen. Das LKdo fasst Unterstützungsanforderungen zusammen, bewertet diese und legt sie aufbereitet dem Territorialen Führungskommando der Bundeswehr vor. Im Katastrophenfall z. B. bereitet es die Aufnahme und den Einsatz der Bundeswehrkräfte in Abstimmung mit dem verantwortlichen zivilen Katastrophenschutzstab vor und koordiniert deren Einsatz nach den Vorgaben und Prioritäten der zivilen Seite. Es verfügt als zentraler Ansprechpartner der zivilen Seite über ein militärisches Lagebild der eingesetzten und noch verfügbaren Bundeswehrkräfte. Dem LKdo unterstellt sind die Bezirksverbindungskommandos (BVK) als Ansprechpartner für die Bezirksregierungen und die Kreisverbindungskommandos (KVK) als Ansprechpartner für die Landkreise und kreisfreien Städte. Die BVK und KVK sind nicht aktive Kommandos, d. h. ausschließlich mit Reservisten besetzt. Die fachliche Ausbildung des Personals erfolgt weitgehend über das Kommando Zivil-Militärische Zusammenarbeit (KdoZMZBw), welches auch Personal an die Landeskommandos abstellt.
Die Hauptaufgaben des Landeskommandos sind:
- Planung, Vorbereitung und Koordination von Amts- und Katastrophenhilfe,
- Einsatzkoordination zwischen den verantwortlichen zivilen Katastrophenschutzstäben und den eingesetzten Bundeswehrkräften,
- Ebenengerechte Zivil-Militärische Zusammenarbeit mit zivilen Dienststellen/Behörden des Bundeslandes, den Bezirken, Landkreisen und kreisfreien Städten,
- Koordination von Host Nation Support, gemäß NATO-Truppenstatut im Bundesland,
- Koordination der Presse-/Öffentlichkeitsarbeit der Bundeswehr, der einzelnen Teilstreitkräfte (TSK) und Organisationsbereiche, sowie der Wehrverwaltungen und des Bereiches Rüstung im Bundesland,
- Beratung der übenden Truppe in landesspezifischen Umweltschutzfragen,
- Führung sowie Aus- und Weiterbildung der Verbindungskommandos.

## Struktur
Die Landeskommandos, welche äquivalent zu einer Brigade sind, verfügen über eine einheitliche Grundstruktur, jedoch über eine differenzierte personelle Ausstattung (die aus der Anzahl der Regierungsbezirke, Landkreise und kreisfreien Städte abgeleitete unterschiedliche Anzahl von BVK/KVK), um die unterschiedliche Größe von Bundesländern sowie den jeweiligen Umfang der truppendienstlich unterstellten Dienststellen/Kleindienststellen zu berücksichtigen. So verfügt das Landeskommando Bayern über drei Regionalstäbe (RegSt) (Nord in Nürnberg, (Süd) in Kleinaitingen und Ost in Bogen), welche in anderen Flächenländern als Regionale Planungs- und Unterstützungstrupps bezeichnet werden.
Zum 1. Oktober 2024 erfolgte der Unterstellungswechsel der Jugendoffiziere, Familienbetreuungsorganisation, Betreuungsstellen der Zivilberuflichen Aus- und Weiterbildung sowie Bundeswehrfachschul-Betreuungsstellen von den Landeskommandos zum Streitkräfteamt. Zum 1. April 2025 wurden die Landeskommandos dem Operativen Führungskommando der Bundeswehr unterstellt.

## Liste der Landeskommandos

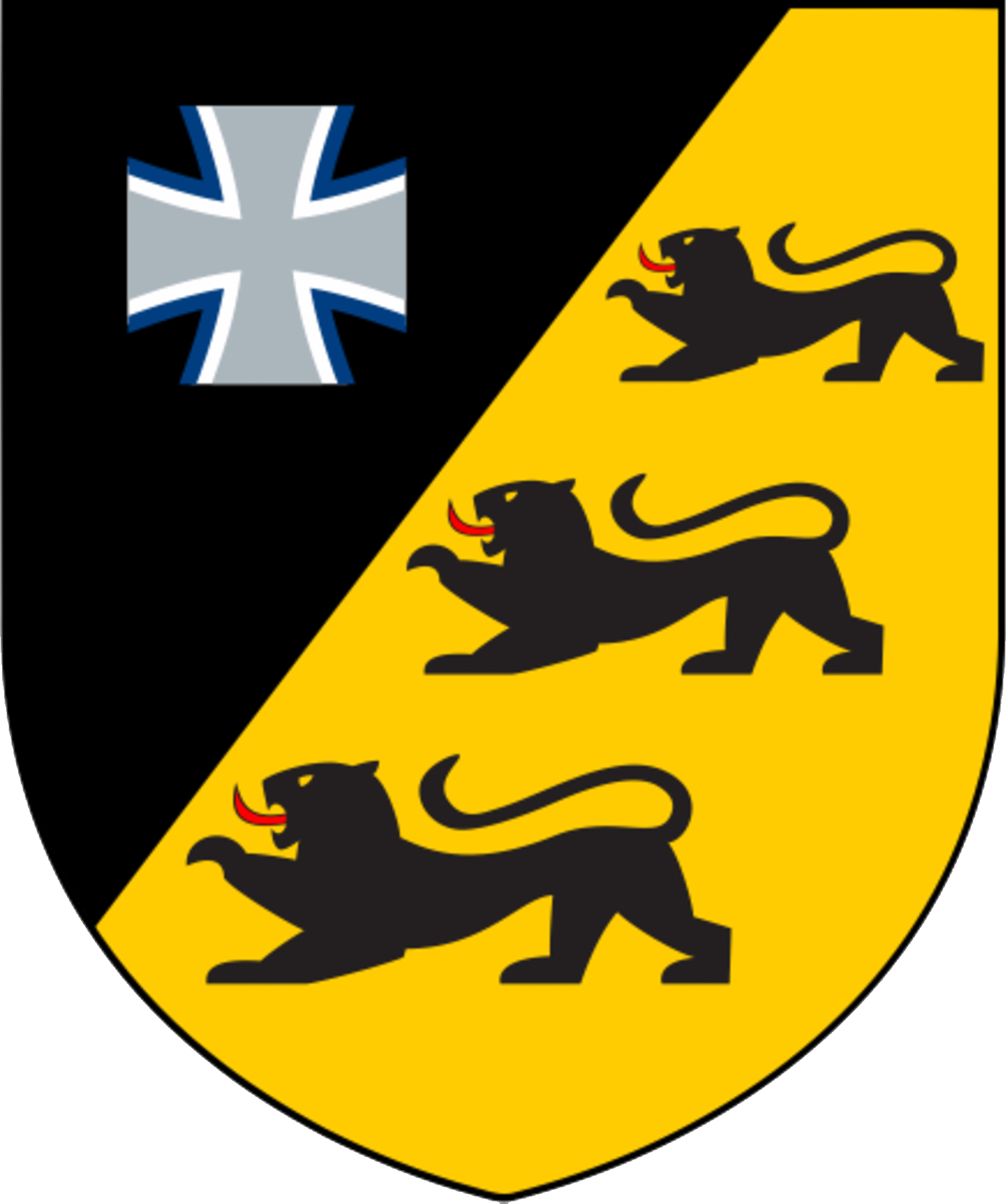
Landeskommando Baden-Württemberg, Sitz Theodor-Heuss-Kaserne in Stuttgart, Kommandeur: Kapitän zur See Michael Giss
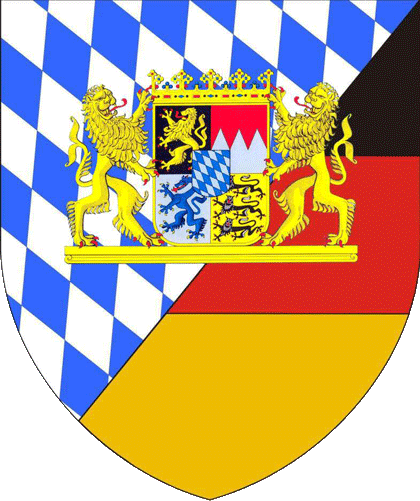
Landeskommando Bayern, Sitz: Fürst-Wrede-Kaserne in München, Kommandeur: Brigadegeneral Thomas Hambach
Landeskommando Berlin, Sitz: Julius-Leber-Kaserne in Berlin, Kommandeur: Brigadegeneral Horst Busch
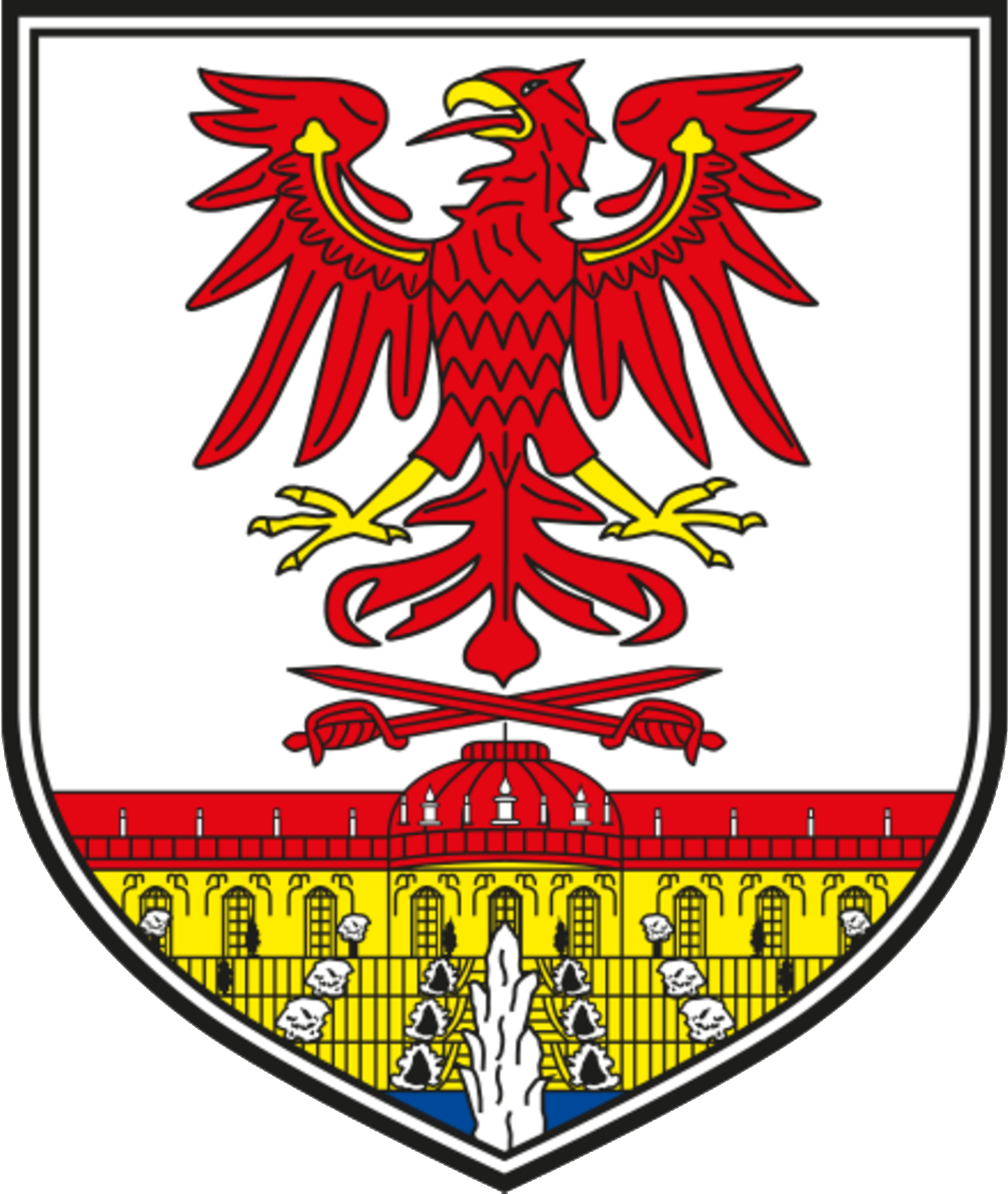
Landeskommando Brandenburg, Sitz: Havelland-Kaserne in Potsdam, Kommandeur: Oberst Nikolas Scholtka
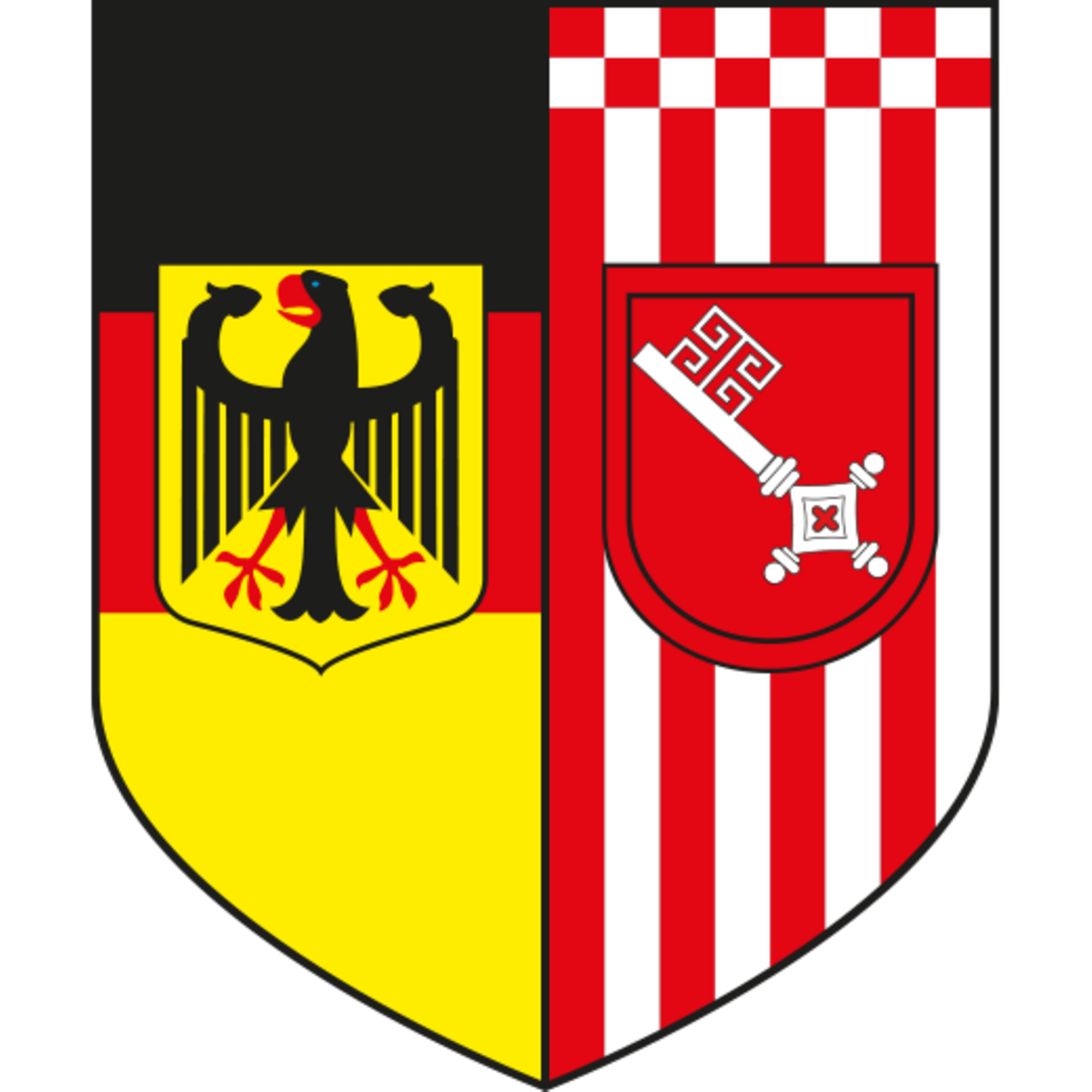
Landeskommando Bremen, Sitz: Scharnhorst-Kaserne in Bremen, Kommandeur: Oberst Andreas Timm
Landeskommando Hamburg, Sitz: Reichspräsident-Ebert-Kaserne in Hamburg, Kommandeur: Kapitän zur See Kurt Leonards
Landeskommando Hessen, Sitz: Wiesbaden, Kommandeur: Brigadegeneral Holger Radmann
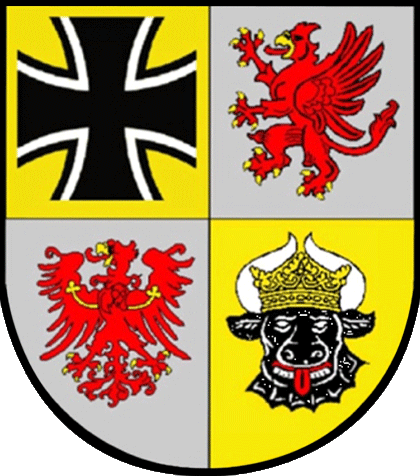
Landeskommando Mecklenburg-Vorpommern, Sitz: Werder-Kaserne in Schwerin, Kommandeur: Flottillenadmiral Ulrich Reineke
Landeskommando Niedersachsen, Sitz: Kurt-Schumacher-Kaserne in Hannover, Kommandeur: Oberst Dirk Waldau
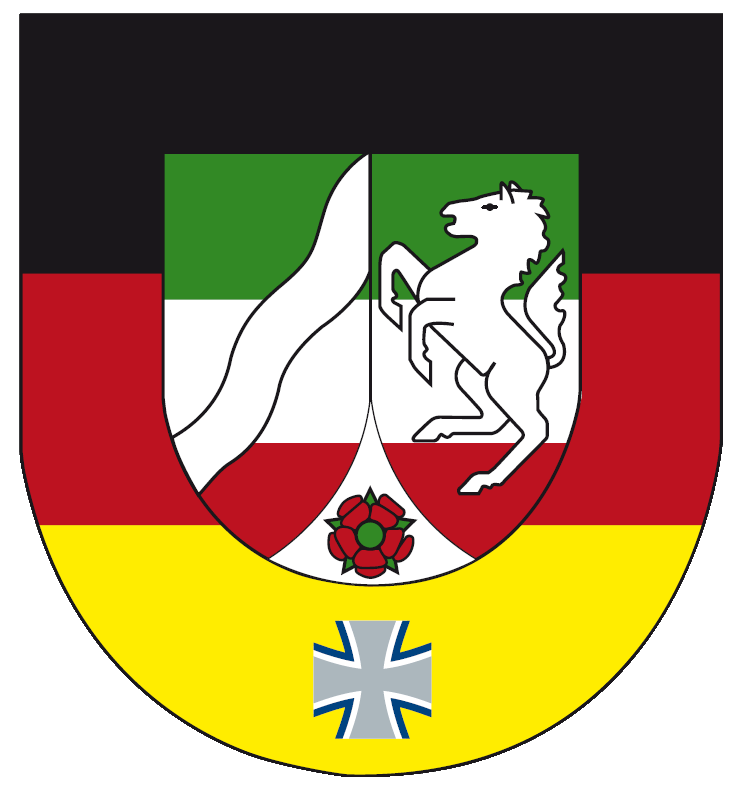
Landeskommando Nordrhein-Westfalen, Sitz: Düsseldorf, Kommandeur: Brigadegeneral Hans-Dieter Müller
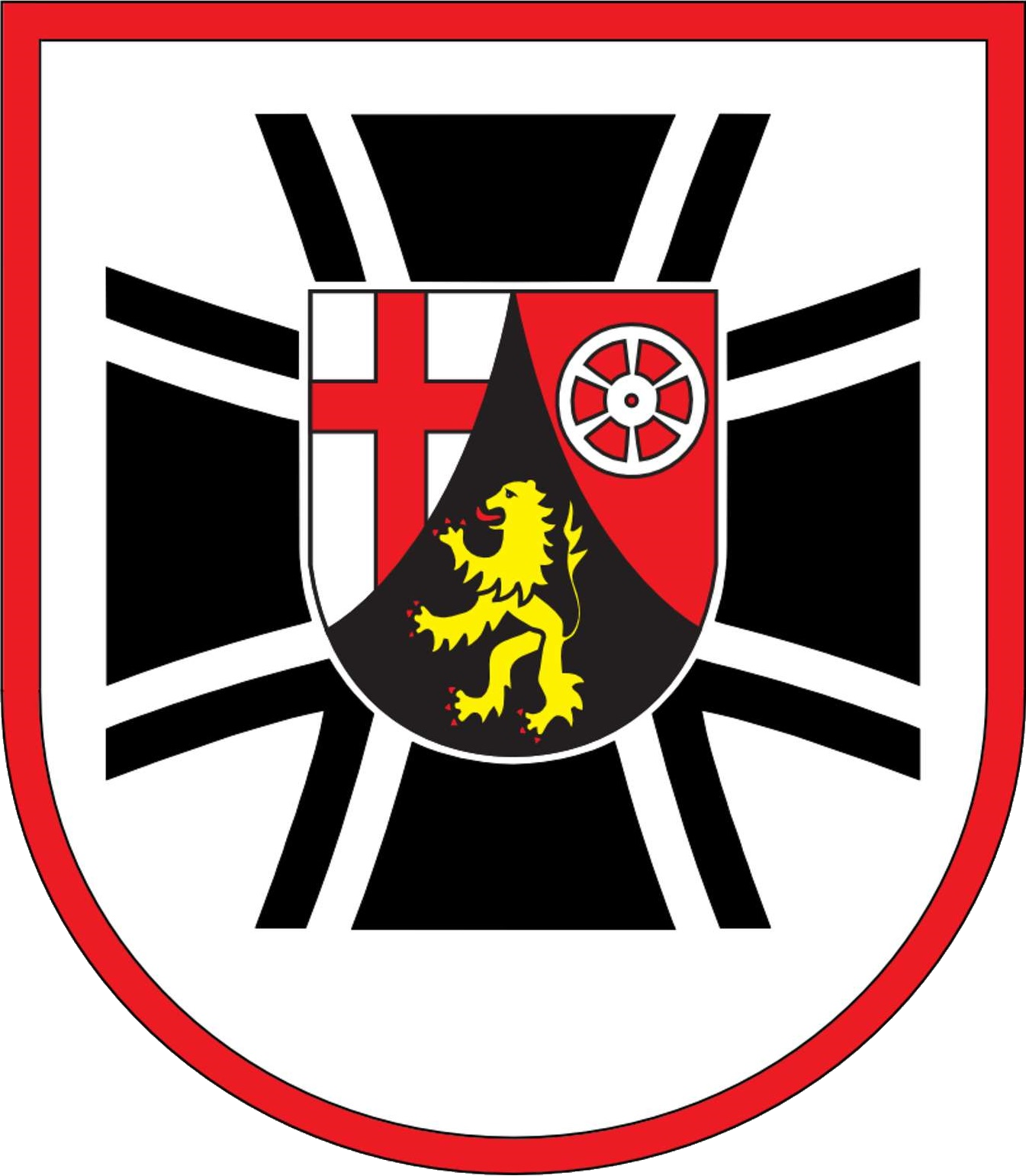
Landeskommando Rheinland-Pfalz, Sitz: General-Feldzeugmeister-Kaserne in Mainz, Kommandeur: Oberst Michael Trautermann
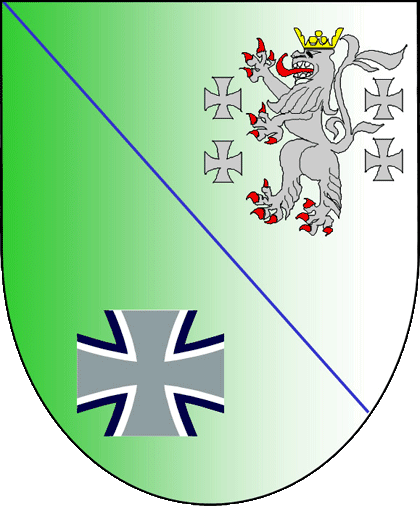
Landeskommando Saarland, Sitz: Graf-Werder-Kaserne in Saarlouis, Kommandeur: Oberst Uwe Staab
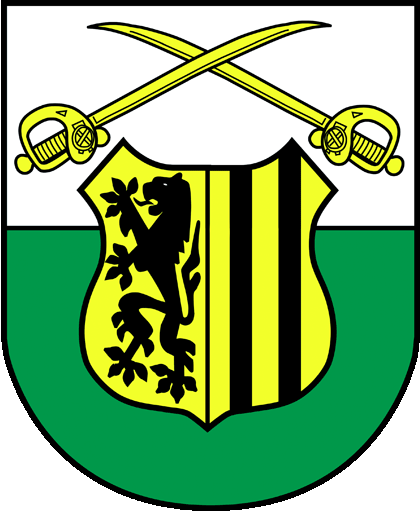
Landeskommando Sachsen, Sitz: Graf-Stauffenberg-Kaserne in Dresden, Kommandeur: Oberst Michael H. Popielas
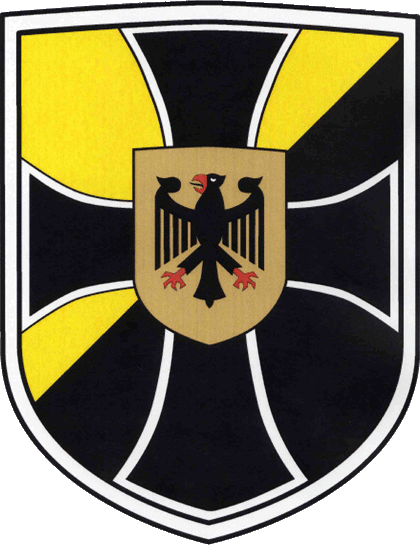
Landeskommando Sachsen-Anhalt, Sitz: Magdeburg, Kommandeur: Oberst Thorsten Alme
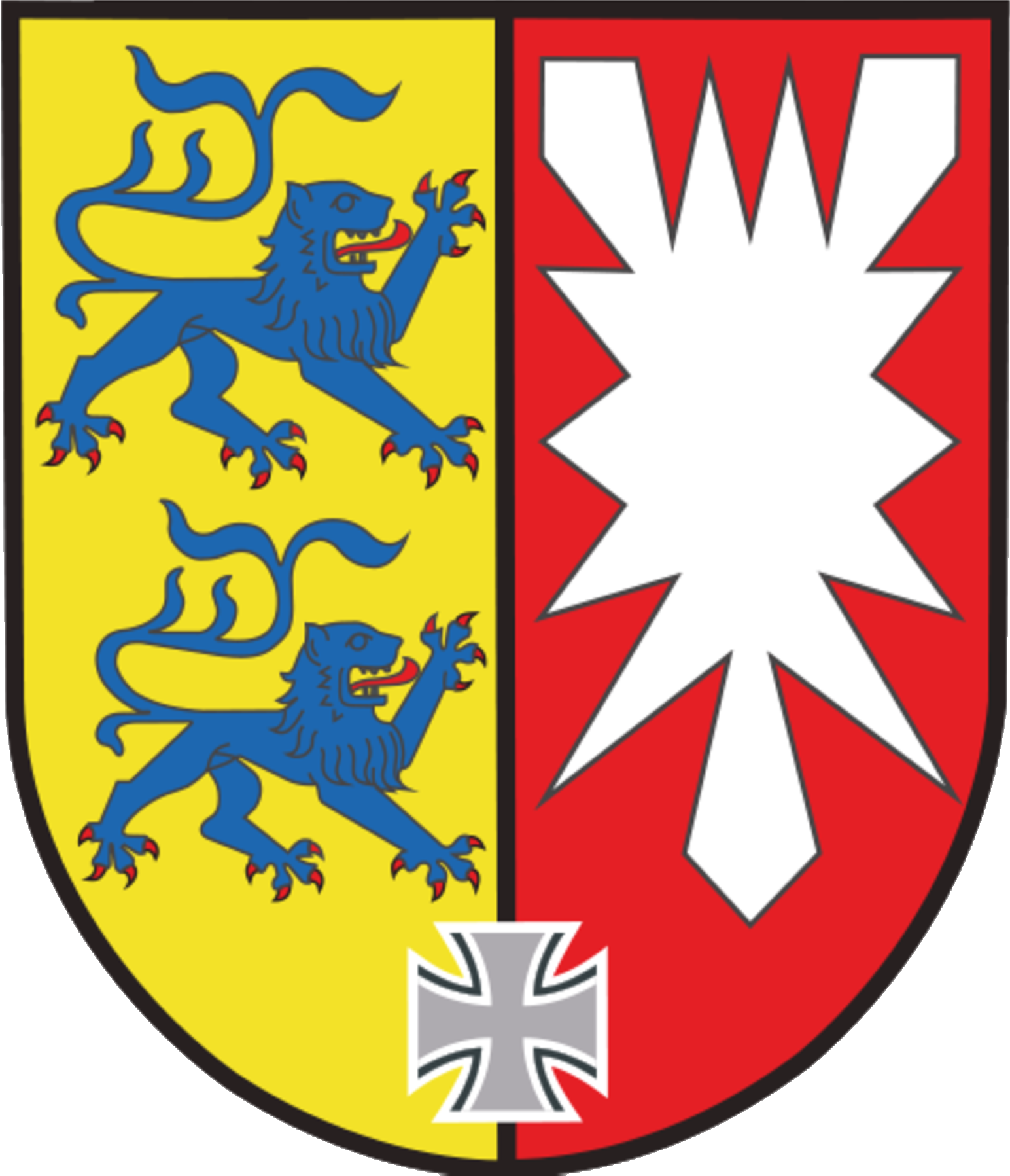
Landeskommando Schleswig-Holstein, Sitz: Kiel, Kommandeur: Oberst Michael Skamel
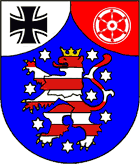
Landeskommando Thüringen, Sitz: Henne-Kaserne in Erfurt, Kommandeur: Oberst  Klaus Glaab

## Standortkommando Berlin (2013 aufgelöst)

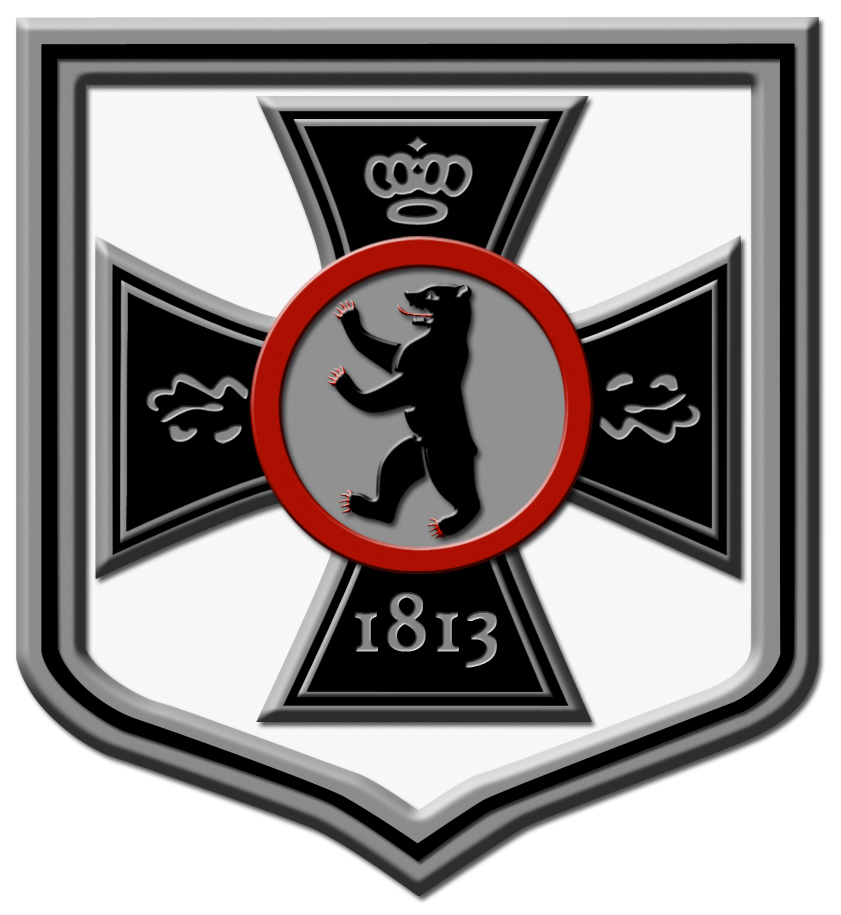
Standortkommando Berlin, Sitz: Julius-Leber-Kaserne in Berlin, letzter Kommandeur: Brigadegeneral Peter Braunstein